# Br’er Rabbit

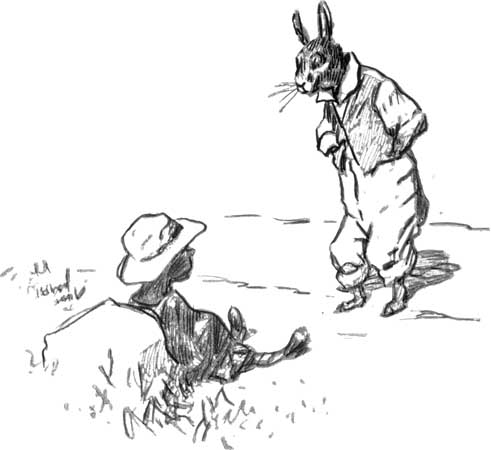
Br’er Rabbit und das Tar-Baby, gezeichnet von E. W. Kemble aus The Tar-Baby and Other Rhymes of Uncle Remus von Joel Chandler Harris (1904)

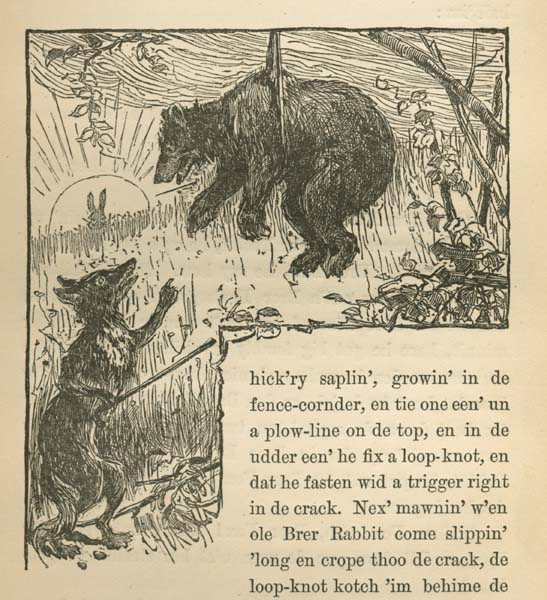
Buchillustration mit den Figuren Br’er Fox (Bruder Fuchs) und Br’er Bear (Bruder Bär) sowie Br’er Rabbit im Hintergrund (Textausschnitt aus der Geschichte Rabbitt and Mr. Bear)

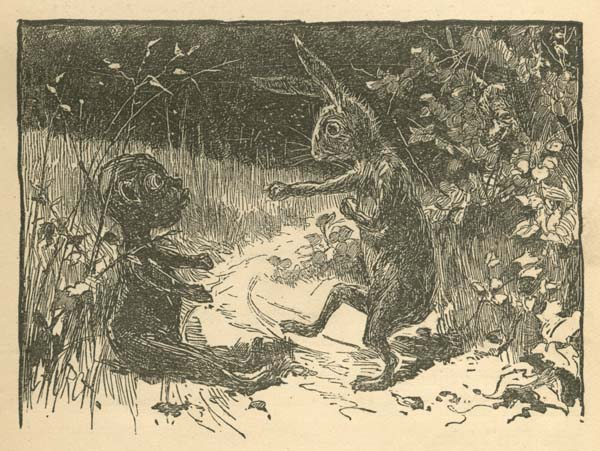
Br’er Rabbit und Tar-Baby aus Uncle Remus, His Songs and His Sayings: The Folk-Lore of the Old Plantation von Joel Chandler Harris, S. 23. Illustrationen von Frederick S. Church und James H. Moser. New York: D. Appleton and Company, 1881

Br’er Rabbit (bzw. auch Brer Rabbit) ist eine Tricksterfigur aus den Geschichten der vielen Einflüssen unterliegenden afroamerikanischen Folklore, insbesondere aus den Geschichten, die in den Südstaaten der USA verbreitet sind. Sie wurden mündlich über Generationen hinweg überliefert und später auch schriftlich festgehalten. Der Name Br’er ist eine Verkürzung von „Brother“ (Bruder) und spiegelt die informelle Sprache und Kultur wider, aus der diese Geschichten stammen.
Der Encyclopædia Britannica zufolge verkörpern die Abenteuer der Figur eine Idee, die als universelle Schöpfung unter unterdrückten Völkern gilt (a universal creation among oppressed peoples) – dass eine kleine, schwache, aber geniale Kraft eine größere, stärkere, aber dümmliche Macht überwinden kann. Br’er Rabbit überlistet immer wieder seine größeren tierischen Gefährten, Br’er Fox, Br’er Wolf und Br’er Bear.
Br’er Rabbit, der listige Hase (vgl. Meister Lampe oder Trickster-Figuren wie Anansi oder Till Eulenspiegel), überlistet in den Geschichten mit seiner Intelligenz und seinem Geschick in schwierigen Situationen seine Gegenspieler. Er ist bekannt für seine Fähigkeit, sich aus brenzligen Situationen herauszumanövrieren, indem er List und Tücke einsetzt, anstatt sich direkt mit seinen Gegnern zu konfrontieren.
Diese Geschichten sind ein wichtiger Bestandteil der afroamerikanischen Kultur und haben auch Einfluss auf die amerikanische Literatur und Populärkultur gehabt.
Die Figur des Br’er Rabbit und die Geschichten, in denen er vorkommt, haben ihre Wurzeln in der afrikanischen Kultur. Während der Zeit der Sklaverei in den USA wurden viele afrikanische Traditionen, Geschichten und Überlieferungen von den versklavten Menschen in die neue Welt gebracht. Diese afrikanischen Einflüsse vermischten sich mit anderen kulturellen Strömungen in den Südstaaten der USA, insbesondere mit europäischen Einflüssen, und formten so die afroamerikanische Folklore.
Br’er Rabbit hat Parallelen zu Figuren aus afrikanischen Folklore-Traditionen, insbesondere zu Hase-Figuren, die in verschiedenen afrikanischen Kulturen als schlau und listig gelten. Diese Charaktere wurden dann in den USA weiterentwickelt und in Geschichten eingebunden, die die Erfahrungen der versklavten afrikanischen Bevölkerung widerspiegeln.
Obwohl Br’er Rabbit und seine Geschichten in den USA entstanden sind, ist ihre Herkunft eng mit den afrikanischen Wurzeln der Menschen verbunden, die sie entwickelt und über Generationen hinweg weitergegeben haben.
Die Geschichten von listigen Hasen, die Br’er Rabbit ähneln, finden sich in verschiedenen afrikanischen Kulturen. Es gibt jedoch keine spezifische Herkunft oder ein bestimmtes Land, das als Ursprungsort dieser Geschichten identifiziert werden kann, da sie sich über verschiedene Regionen des afrikanischen Kontinents erstrecken.

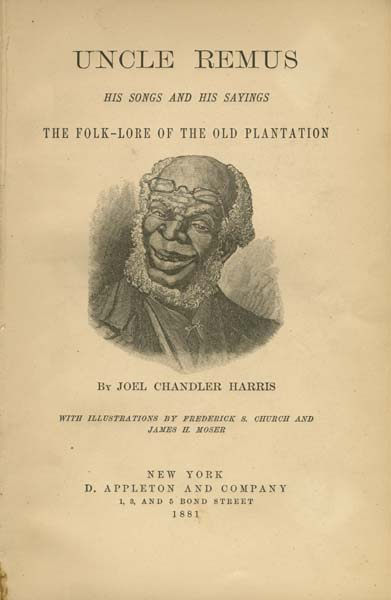
Joel Chandler Harris: Uncle Remus, His Songs and His Sayings: The Folk-Lore of the Old Plantation, 1881

Theodore Roosevelt (1858–1919) schrieb in seiner Biographie die erste Veröffentlichung der „Br’er Rabbit“-Geschichten seinem Onkel Robert Roosevelt (1829–1906) zu, die dieser im Harper’s veröffentlicht habe, wo sie jedoch keinen Erfolg gehabt hätten. Das wäre viele Jahre vorher geschehen, bevor Joel Chandler Harris (1848–1908) die Geschichten 1879 im Atlanta Journal veröffentlichte:

„My aunt Anna, my mother’s sister […] knew all the ‚Br’er Rabbit‘ stories, and I was brought up on them. One of my uncles, Robert Roosevelt, was much struck with them, and took them down from her dictation, publishing them in Harper’s, where they fell flat. This was a good many years before a genius arose who in ‚Uncle Remus‘ made the stories immortal.“

Nach James Mooney (1861–1921) in seinem Myths of the Cherokee (Mythen der Cherokee) könnte die Geschichte des Tar Baby in Amerika von der Cherokee-Geschichte Tar Wolf beeinflusst worden sein, wobei es als unwahrscheinlich gilt, dass sie von ähnlichen afrikanischen Geschichten abgeleitet wurde:

„Some of these animal stories are common to widely separated [Native American] tribes among whom there can be no suspicion of [African] influences. Thus the famous ‚tar baby‘ story has variants, not only among the Cherokee, but also in New Mexico, Washington [State], and southern Alaska—wherever, in fact, the pine supplies enough gum to be molded into a ball for [Native American] uses.“

Von den Uncle-Remus-Geschichten mit Br’er Rabbit und ihren anderen Figuren inspirierte Film sind der in puncto Rassismus vieldiskutierte Song of the South (1946) der Walt Disney Company und The Adventures of Brer Rabbit (2006), ein Zeichentrickfilm der Universal Animation Studios.